# Avatar – Der Herr der Elemente (2024)
Avatar – Der Herr der Elemente ist eine US-amerikanische Abenteuer-Fantasy-Fernsehserie. Es handelt sich um eine Live-Action-Verfilmung der gleichnamigen Zeichentrickserie (2005–2008). Im September 2018 wurde bekannt gegeben, dass Albert Kim als Showrunner fungieren wird. Zu den Schauspielern gehören Gordon Cormier, Dallas Liu, Kiawentiio, Ian Ousley, Paul Sun-Hyung Lee und Daniel Dae Kim.
Die Serie hatte am 22. Februar 2024 auf Netflix Premiere und besteht aus acht Episoden. Anfang März 2024 wurde die Serie um zwei Staffeln verlängert.

## Handlung
In der Welt von Avatar gibt es Menschen, die eines der vier Elemente bändigen können. Daher lebt die Bevölkerung unterteilt in die Feuernation, das Erdkönigreich, die Luftnomaden und die Wasserstämme. Zu jeder Zeit gibt es eine einzige Person, die alle vier Elemente bändigen kann, den Avatar. Als die Feuernation einen Krieg beginnt, erfährt der zwölfjährige Luftbändiger Aang, dass er der neue Avatar ist, doch aus Angst vor der Verantwortung verschwindet er. Genau einhundert Jahre später wird er von der Wasserbändigerin Katara und ihrem Bruder Sokka im Eis eingesperrt gefunden. Nachdem Aang akzeptiert, dass er der Avatar ist, reisen sie umher, damit er die anderen drei Elemente zu meistern lernt. Dabei werden sie von dem verbannten Prinzen der Feuernation verfolgt.

## Episodenliste
| Nr. | Deutscher Titel | Originaltitel | Erstveröffentlichung USA | Deutschsprachige Erstveröffentlichung (D) | Regie          | Drehbuch                                              |
| --- | --------------- | ------------- | ------------------------ | ----------------------------------------- | -------------- | ----------------------------------------------------- |
| 1 | Aang            | Aang          | 22. Feb. 2024            | 22. Feb. 2024                             | Michael Goi    | Albert Kim, Michael Dante DiMartino & Bryan Konietzko |
| Die Feuernation verbreitet die Information, dass sie das Erdkönigreich angreifen wollen, damit sich die Welt auf dieses konzentriert. Am Tag des Kometen, der die Feuerkraft verstärkt, greifen sie stattdessen die südlichen Luftnomaden an, um das Aufkommen des nächsten Avatar zu verhindern. Der zwölfjährige Luftbändiger Aang bekommt von Mönch Gyatso gesagt, dass er ebendieser ist. Überfordert mit der Verantwortung fliegt Aang auf dem Luftbison Appa umher und gerät in einen Sturm, worauf er sich selbst in eine Kugel aus Eis einschließt. Gerade währenddessen greift die Feuernation an und löscht die Luftnomaden aus. Katara, die letzte Wasserbändigerin des südlichen Stammes, und ihr Bruder Sokka stoßen beim Fischen zufällig auf die Kugel aus Eis, die darauf mit einem Lichtstrahl aufbricht, und bringen Aang in ihr Dorf. Dort erzählt ihre Großmutter Gran-Gran ihm von dem Krieg. Zuko, der verbannte Prinz der Feuernation, begleitet von seinem Onkel Iroh, will den Avatar fangen. Von dem Licht angelockt bedroht er das Dorf, worauf Aang mit ihm auf das Schiff mitgeht. Bei seiner Flucht von dort nimmt er ein Notizbuch über die vergangenen Avatare mit und wird von Katara und Sokka auf Appa gerettet. Sie fliegen zum südlichen Lufttempel, wo Aang Gyatsos Skelett findet. Nachdem seine Trauer ihn in den Avatar-Zustand versetzt hat, akzeptiert er seine Verantwortung als Avatar. |                 |               |                          |                                           |                |                                                       |
| 2 | Krieger         | Warrior       | 22. Feb. 2024            | 22. Feb. 2024                             | Michael Goi    | Joshua Hale Fialkov                                   |
| Aang entdeckt den Fluglemur Momo und Katara, dass Gran-Gran ihr eine Schriftrolle zum Training des Wasserbändigens eingepackt hat. Die Gruppe beschließt, zur nächstgelegenen Kyoshi-Insel zu fliegen. Dort steht eine Statue der früheren Avatarin Kyoshi und nach ihrem Vorbild hat sich die Elitetruppe der Kyoshi-Kriegerinnen gebildet, von denen die Gruppe gefangen genommen wird. Sie können aber die Gästen gegenüber misstrauische Bürgermeisterin überzeugen, dass Aang der Avatar ist. Sokka trainiert mit Kyoshi-Kriegerin Suki deren Fächer-Techniken. Derweil suchen Zuko und Iroh General Zaoh auf für Karten der Umgebung, ohne zu erwähnen, dass sie den Avatar suchen. Als Zhao durch Zukos Crew dennoch von ihm erfährt, bricht er verfrüht ohne Zuko und Iroh auf, die ihm zur Insel folgen. An der Statue spricht Aang mit dem Geist Kyoshis, die ihm eine Gefahr für den nördlichen Wasserstamm zeigt, als Zhao das Dorf angreift und Zuko die vor der Statue wartende Katara. Kyoshis Geist fährt in Aang, der so Katara und das Dorf retten kann. Bevor sie wieder aufbrechen, küsst Suki Sokka und hinterlässt ihm einen Fächer. Zhao sagt zwar Zuko zu, die Rückkehr des Avatars nicht weiterzuverbreiten, schreibt sie aber an dessen Vater, Feuerlord Ozai. |                 |               |                          |                                           |                |                                                       |
| 3 | Omashu          | Omashu        | 22. Feb. 2024            | 22. Feb. 2024                             | Jabbar Raisani | Christine Boylan                                      |
| Ozai zeigt seiner Tochter Azula die Nachricht, dass Zuko das Unmögliche geschafft habe, den Avatar zu finden. Im Training mit ihren Freundinnen Mai und Ty Lee beklagt sie den Erfolg ihres Bruders. Sie schreibt Zhao, dass er sie auf dem Laufenden halten soll. Die Gruppe zieht weiter zur Erd-Großstadt Omashu, deren Eingänge kontrolliert werden, aber der Junge Jet hilft ihnen hinein. Als eine Bombe der Feuernation auf ein Haus abgeworfen wird, treffen sie Teo, der in einem Rollstuhl sitzt, mit dem er fliegen kann, und dessen Vater Sai, einen Mechaniker des Königs. Zuko und Iroh schleichen sich verdeckt in die Stadt. Jet zeigt Katara, dass Sai sich mit Spionen der Feuernation trifft, und sie lernt die Gruppe Rebellen kennen. Teo wiederum fliegt Aang zur Höhle, aus der die Materialien der Bombe stammen, wo dieser einen Hinweis auf Jet findet. Jet gibt vor Katara zu, dass seine Rebellen Sai, der den König treffen soll, eine Bombe unterschieben. Während Zuko Aang angreift, kann Katara verhindern, dass die Bombe explodiert. Als Zuko Feuerbändigen einsetzt, greifen Erdbändiger-Wachen ein und Iroh muss sich opfern, damit Zuko aus der Stadt fliehen kann. Iroh und Aang werden gefangen genommen. |                 |               |                          |                                           |                |                                                       |
| 4 | Dunkelheit      | Into the Dark | 22. Feb. 2024            | 22. Feb. 2024                             | Jabbar Raisani | Keely MacDonald                                       |
| Iroh soll zum Arbeitslager, die „Grube“, geschickt werden; Aang wird dem König vorgeführt: Bumi, mit dem er vor hundert Jahren als Junge befreundet war. Er unterzieht Aang Tests seiner Eignung, die Bürde des Avatars zu tragen, wobei sie zuletzt gegeneinander kämpfen. Sai gesteht, dass er der Feuernation Dienste erweist, damit seine Familie in Ruhe gelassen wird. Er gibt Sokka und Katara Karten zu den Tunneln, die unter den Palast führen sollen. In einer Höhle treffen sie Musiker, die die Legende des Liebespaares Oma und Shu erzählen. Liebe führe durch die Dunkelheit der Tunnel. Sie folgen zunächst dem Licht der Kristalle und werden dann von Dachsmaulwürfen geführt. So kommen sie rechtzeitig an, Aang im letzten Test zu helfen. Sai erzählt Bumis Generälen vom Spionagenetzwerk, worauf Bumi beschließt, dass Omashu sich wieder am Krieg beteiligen wird. Auf dem Weg zur Grube wird Iroh von Zuko befreit. |                 |               |                          |                                           |                |                                                       |
| 5 | Weggezaubert    | Spirited Away | 22. Feb. 2024            | 22. Feb. 2024                             | Roseanne Liang | Gabriel Llanas                                        |
| Die Gruppe kommt zu einem Dorf in einem verwüsteten Wald, aus dem mehrere Bewohner verschwunden sind. Aang spürt, dass hier die Verbindung zur Geisterwelt dünn ist und die Verschwundenen in dieser sind. Er tritt in die Geisterwelt über und nimmt Katara und Sokka dorthin mit. Sie treffen dort auf eine Eule, den Geist der Weisheit; werden von Hei Bai, dem verletzten Geist des Waldes, angegriffen und dem gesichterstehlenden Dämon Koh bedroht. Er versetzt Katara und Sokka in Visionen schmerzvoller Erinnerungen an ihre Eltern. Aang trifft den Geist Gyatsos und erfährt, dass der frühere Avatar Roku Koh etwas gestohlen hat. Darum bricht er auf, zu Rokus Tempel zu fliegen. In dem Dorf treffen Zuko und Iroh die Kopfgeldjägerin June. |                 |               |                          |                                           |                |                                                       |
| 6 | Masken          | Masks         | 22. Feb. 2024            | 22. Feb. 2024                             | Roseanne Liang | Emily Kim, Hunter Ries & Bryan Konietzko              |
| Aang spricht in Rokus Tempel mit diesem und nimmt das von Koh gestohlene Totem. Als er herauskommt, wird er von June gelähmt und an Zuko und Iroh übergeben. Die wiederum werden von Zhaos Männern überfallen, der ihnen Aang abnimmt und diesen in eine Festung einsperrt. Als blauer Geist maskiert schleicht Zuko sich dort ein und befreit Aang, der wiederum Zuko vor Zhao rettet. Zuko kehrt auf sein Schiff zurück und Aang zu seinen Freunden, die nun aus der Geisterwelt freigelassen werden. Rückblicke zeigen, drei Jahre zuvor bei seiner ersten Kriegskonferenz hat Zuko der Strategie eines Generals widersprochen, eine Respektlosigkeit, die ein Duell forderte. Sein Vater trat gegen ihn an und verpasste ihm eine Brandnarbe am Auge. Zuko wurde verbannt und darf nur zurückkehren, wenn er den Avatar als Gefangenen mitbringt. |                 |               |                          |                                           |                |                                                       |
| 7 | Norden          | The North     | 22. Feb. 2024            | 22. Feb. 2024                             | Jet Wilkinson  | Audrey Wong Kennedy                                   |
| Zhao behauptet, Ozai werfe Zuko Verrat vor, sodass dieser auf einem Boot fliehen will, das Zhao explodieren lässt. Zuko scheint tot. Azula widersetzt sich den Tests ihres Vaters und zeigt ihr Blitzbändigen. Sie fordert, in die Welt hinausgeschickt zu werden. Die Gruppe kommt zum nördlichen Wasserstamm. Sokka verliebt sich sofort in Prinzessin Yue, die einmal mit Hahn verlobt war. Sie erzählt ihm, dass sie einen Teil des Mondgeistes in sich trägt. Aang spricht mit Avatar Kuruk. Katara lernt Wasser-Heilung, erfährt aber, dass sie im Norden als Frau nicht am Kampf teilnehmen darf. Um sich zu beweisen, fordert sie Meister Pakku heraus. Sie verliert zwar, aber beeindruckt alle anderen. Zhaos Schiff kommt an – mit Zuko als blinder Passagier. |                 |               |                          |                                           |                |                                                       |
| 8 | Legenden        | Legends       | 22. Feb. 2024            | 22. Feb. 2024                             | Jet Wilkinson  | Albert Kim                                            |
| Während die Flotte den Eiswall mit Feuerbällen bombardiert, fliegen Zhao und Iroh in einem Luftschiff heran. Zhao kennt die Geschichte, dass die Geister des Ozeans und des Mondes, von denen die Wasserbändiger ihre Kraft haben, in ebendieser Nacht als Sterbliche auf die Erde kommen würden, und will sie töten. Katara und die Frauen sollen den Wall verstärken, Sokka soll Yue beschützen. Als Momo verletzt wird, bringt sie ihn zur Quelle, in der die Geister als Kois schwimmen. Auf Aangs Weg dorthin erscheint Zuko und Katara kämpft gegen ihn. Zhao tötet einen der Kois, sodass der Mond und die Kraft der Wasserbändiger schwinden. Im Avatar-Zustand als riesige Wasserkreatur besiegt Aang den Feind, ist aber in seiner Wut verloren. Bei ihrer Flucht bekämpfen Zuko und Iroh Zhao. Während Yue sich opfert, um dem Mond Leben zurückzugeben, können Kataras Worte Aang beruhigen. Nachdem alles vorbei ist, gibt Pakku Katara Heilwasser der Quelle. Aang soll von ihr Wasserbändigen lernen und danach Erdbändigen in Omashu. Ozai enthüllt, dass der Angriff auf den Norden eine Ablenkung war, während Azula Omashu eingenommen hat. Ein Berater zeigt ihm Berechnungen, dass Sozins Komet zurückkehren werde. |                 |               |                          |                                           |                |                                                       |

## Besetzung und Synchronisation
Die deutschsprachige Synchronisation entstand bei EVA Studios Germany nach den Dialogbüchern von Christian Zeiger sowie Lasse Dreyer und unter der Dialogregie von Zeiger. Mit Julia Kaufmann, David Turba, Sebastian Schulz, Erich Räuker, Christin Marquitan, Manja Doering, Yvonne Greitzke, Tim Moeseritz, Nicole Hannak, Anne Helm, F.G.M. Stegers und Axel Lutter wurden zudem dieselben Sprecher der entsprechenden Figuren aus der alten Serie verpflichtet. Mit James Sie kehrt ein Sprecher der englischen Fassung der alten Serie als Schauspieler in seine Rolle zurück.

### Hauptbesetzung
| Figur           | Schauspieler       | Episoden    | Synchronsprecher |
| Team Avatar     | Team Avatar        | Team Avatar | Team Avatar      |
| --------------- | ------------------ | ----------- | ---------------- |
| Avatar Aang     | Gordon Cormier     | 1.01–       | Tom Kanty        |
| Katara          | Kiawentiio         | 1.01–       | Julia Kaufmann   |
| Sokka           | Ian Ousley         | 1.01–       | David Turba      |
| Feuernation     |                    |             |                  |
| Prinz Zuko      | Dallas Liu         | 1.01–       | Sebastian Schulz |
| Iroh            | Paul Sun-Hyung Lee | 1.01–       | Marco Kröger     |
| Feuerlord Ozai  | Daniel Dae Kim     | 1.02–       | Viktor Neumann   |
| Kommandant Zhao | Ken Leung          | 1.02–1.08   | Erich Räuker     |

Die Tiergeräusche für Appa und Momo stammen von Matt Yang King.

### Nebenbesetzung
| Figur             | Schauspieler             | Episoden                 | Synchronsprecher     |
| ----------------- | ------------------------ | ------------------------ | -------------------- |
| Kanna „Gran Gran“ | Casey Camp-Horinek       | 1.01–1.02, 1.05          | Luise Lunow          |
| Avatar Kyoshi     | Yvonne Chapman           | 1.01–1.02                | Christin Marquitan   |
| Gyatso            | Lim Kay Siu              | 1.01, 1.04–1.05          | Lutz Mackensy        |
| Feuerlord Zosin   | Hiro Kanagawa            | 1.01                     | Klaus-Dieter Klebsch |
| Lt. Jee           | Ruy Iskandar             | 1.01–1.03, 1.05–1.07     | Timo Weisschnur      |
| Yukari            | Tamlyn Tomita            | 1.02                     | Susanne von Medvey   |
| Suki              | Maria Zhang              | 1.02                     | Manja Doering        |
| Lt. Dang          | Ryan Mah                 | 1.02–1.03, 1.07          | Felix Spieß          |
| Prinzessin Azula  | Elizabeth Yu             | 1.03, 1.05–              | Yvonne Greitzke      |
| Mai               | Thalia Tran              | 1.03, 1.05, 1.07         | Magdalena Turba      |
| Ty Lee            | Momona Tamada            | 1.03, 1.05, 1.07         | Anne Helm            |
| Bumi              | Utkarsh Ambudkar         | 1.03–1.04, 1.08          | Stefan Krause        |
| Sai               | Danny Pudi               | 1.03–1.04                | Tobias Nath          |
| Jet               | Sebastian Amoruso        | 1.03–1.04                | Patrick Baehr        |
| Teo               | Lucian-River Chauhan     | 1.03–1.04                | Melina Witez         |
| Kohlkopfhändler   | James Sie                | 1.03–1.04                | F.G.M. Stegers       |
| Kya               | Rainbow Dickerson        | 1.03, 1.05               | Nicole Hannak        |
| Tan               | Osric Chau               | 1.03                     | Christian Zeiger     |
| Hakoda            | Joel Montgrand           | 1.05                     | Tim Moeseritz        |
| Bato              | Trevor Carroll           | 1.05                     | Sven Brieger         |
| June              | Arden Cho                | 1.05–1.06                | Dascha Lehmann       |
| Koh               | George Takei (Stimme)    | 1.05                     | Hanns-Jörg Krumpholz |
| Wan Shi Tong      | Randall Duk Kim (Stimme) | 1.05                     | Axel Lutter          |
| Prinzessin Yue    | Amber Midthunder         | 1.05 (Stimme), 1.07–1.08 | Lydia Morgenstern    |
| Der große Weise   | François Chau            | 1.06, 1.08               | Gunnar Helm          |
| Avatar Roku       | C. S. Lee                | 1.06                     | Frank Röth           |
| Pakku             | A Martinez               | 1.07–1.08                | Ronald Nitschke      |
| Arnook            | Nathaniel Arcand         | 1.07–1.08                | Uwe Büschken         |
| Hahn              | Joel Oulette             | 1.07–1.08                | Amadeus Strobl       |
| Yagoda            | Irene Bedard             | 1.07–1.08                | Petra Barthel        |
| Avatar Kuruk      | Meegwun Fairbrother      | 1.07–1.08                | Oliver Siebeck       |

## Produktion

### Entwicklung
Im Jahr 2018 kündigte Netflix an, dass die Produktion einer „neu gestalteten“ Live-Action-Verfilmung von der Serie Avatar im Jahr 2019 beginnen sollte. Die ursprünglichen Schöpfer der Serie, Michael Dante DiMartino und Bryan Konietzko, wurden zunächst als ausführende Produzenten angekündigt. Im Juni 2020 verließen die Schöpfer die Serie aufgrund von kreativen Differenzen. Dies wurde bekannt, nachdem DiMartino am 12. August 2020 einen offenen Brief auf seiner eigenen Website veröffentlichte. Die beiden gaben an, dass ihre Herangehensweise an die Serie nicht mit der Vision von Netflix übereinstimmte, und beriefen sich auf ein „negatives und nicht unterstützendes“ Umfeld während ihrer Zeit bei dem Studio. Im August 2021 wurde Albert Kim offiziell als Autor, ausführender Produzent und Showrunner bekannt gegeben. Er kommentierte dies in einem Blogpost: „My first thought was, 'Why? What is there I could do or say with the story that wasn't done or said in the original?' But the more I thought about it, the more intrigued I became. We'll be able to see bending in a real and visceral way we've never seen before.“ Dan Lin, Lindsey Liberatore, Michael Goi und Roseanne Liang wurden ebenfalls als ausführende Produzenten angekündigt, wobei Goi und Liang bei den Episoden der Serie Regie führen werden.
Berichten zufolge soll die Produktion jeder Episode je mehr als 15 Millionen Dollar gekostet haben.

### Casting
Vor ihrem Ausscheiden hatten DiMartino und Konietzko erklärt, dass sie sich laut einer Erklärung von Konietzko für eine „kulturell angemessene, nicht weißgewaschene Besetzung“ einsetzen wollten. Konietzko hatte gesagt, dass er hoffte, Dante Basco, den ursprünglichen Synchronsprecher von Zuko, in die Serie aufnehmen zu können. Im August 2021 gab Netflix nach durchgesickerten Casting-Berichten die Besetzung der vier Hauptfiguren der Serie bekannt: Gordon Cormier, Kiawentiio, Ian Ousley und Dallas Liu als Aang, Katara, Sokka und Zuko. Kim war der Meinung, dass „dies eine Chance war, asiatische und indigene Charaktere als lebende, atmende Menschen zu zeigen. Nicht nur in einem Zeichentrickfilm, sondern in einer Welt, die wirklich existiert und der, in der wir leben, sehr ähnlich ist“.

### Dreharbeiten
Die Produktion und die Dreharbeiten begannen am 16. November 2021 in Vancouver, British Columbia. Die Serie wurde unter den Arbeitstiteln Trade Winds and Blue Dawn gedreht. Die Dreharbeiten wurden am 17. Juni 2022 abgeschlossen.

### Marketing
Der erste Blick auf die vier Hauptcharaktere der Serie – Aang, Katara, Sokka und Zuko – wurde auf Netflix’ Tudum-Fan-Event im Juni 2023 veröffentlicht, zusammen mit einem Teaser, der die vier Elemente der Serie zeigte. Im Oktober 2023 folgte ein erster Blick auf die Charaktere der Feuernation. Am 9. November 2023 veröffentlichte Netflix den ersten offiziellen Teaser-Trailer für die Serie.

## Veröffentlichung
Die Veröffentlichung der Serie erfolgte am 22. Februar 2024. Innerhalb der ersten vier Tage der Veröffentlichung konnte die Serie 21,2 Millionen Zuschauer verzeichnen.

### Kritik
Die Serie stieß auf geteiltes Echo: Bei Rotten Tomatoes hält „Avatar – Der Herr der Elemente“ bei einem Wert von 60 % bei 81 professionellen Kritiken.
Das Online-Magazin Film plus Kritik bewertete „Avatar“ positiv: Lena Wasserburger lobte die Bemühungen, den „Spirit“ des Originals einzufangen, und den Unterhaltungswert der Serie und vergab 8 von 10 Sternen.